# XXI Zjazd KPZR
XXI Zjazd Komunistycznej Partii Związku Radzieckiego – nadzwyczajny zjazd KPZR, który obradował od 27 stycznia do 5 lutego 1959 r. w Wielkim Pałacu Kremlowskim w Moskwie. Zjazd zaaprobował wskaźniki rozwoju gospodarki Związku Radzieckiego na lata 1959–1965, przedstawione przez KC KPZR w referacie N.S. Chruszczowa. Ogłoszono zakończenie budowy socjalizmu i rozpoczęcie etapu przejścia do budowy społeczeństwa komunistycznego.